# Gymnopleurus biharensis
Gymnopleurus biharensis är en skalbaggsart som beskrevs av Gilbert John Arrow 1931. Gymnopleurus biharensis ingår i släktet Gymnopleurus och familjen bladhorningar. Inga underarter finns listade i Catalogue of Life.